# Daimonzaka

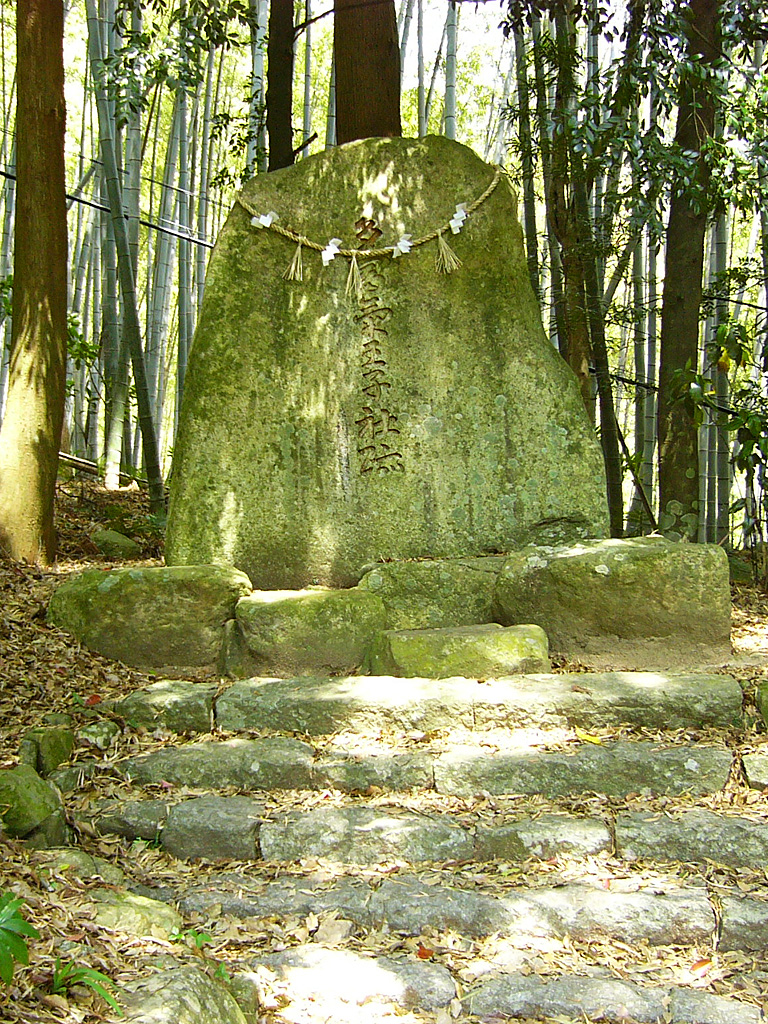
Une partie pavée du chemin.

Le Daimonzaka (大門坂) est un chemin de colline se situant près de la ville japonaise de Nachikatsuura. Il mène au temple de Kumanonachi-taisha et fait partie du sentier moyen (中辺路) des sites sacrés et chemins de pèlerinage dans les monts Kii. Le chemin est bordé de nombreux temples, notamment du Tabuke-ōji et du Seiganto-ji.

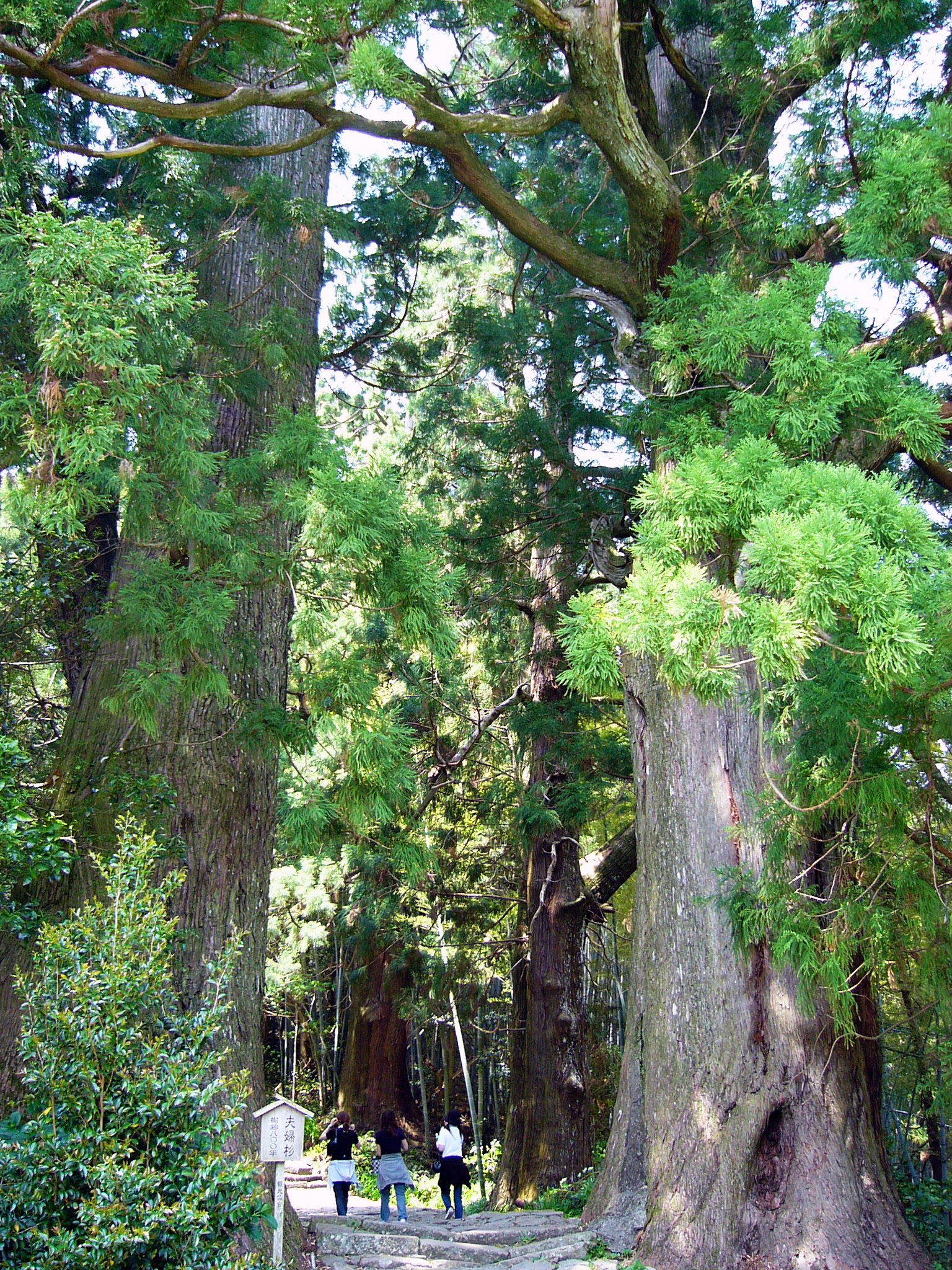